# Porsche Tennis Grand Prix 2016 - Qualificazioni singolare
Le qualificazioni del singolare del Porsche Tennis Grand Prix 2016 sono state un torneo di tennis preliminare per accedere alla fase finale della manifestazione. Le vincitrici dell'ultimo turno sono entrate di diritto nel tabellone principale. In caso di ritiro di una o più giocatrici aventi diritto a queste sono subentrate le lucky loser, ossia le giocatrici che hanno perso nell'ultimo turno ma che avevano una classifica più alta rispetto alle altre partecipanti che avevano comunque perso nel turno finale.

## Teste di serie
1. Camila Giorgi (ultimo turno, Lucky loser)
2. Madison Brengle (primo turno)
3. Laura Siegemund (qualificata)
4. Ana Konjuh (ultimo turno)

1. Carina Witthöft (qualificata)
2. Kristýna Plíšková (ultimo turno)
3. Polona Hercog (ultimo turno)
4. Naomi Ōsaka (primo turno)

## Qualificate
1. Louisa Chirico
2. Océane Dodin

1. Laura Siegemund
2. Carina Witthöft

### Lucky loser
1. Camila Giorgi

## Tabellone qualificazioni

### Legenda
| - Q = Qualificato - WC = Wild card - LL = Lucky loser | - ALT = Alternate - SE = Special Exempt - PR = Protected Ranking | - w/o = Walkover - r = Ritirato - d = Squalificato |

### Sezione 1
|  | Primo turno | Primo turno         | Primo turno         | Primo turno | Primo turno |  |  | Secondo turno | Secondo turno      | Secondo turno      | Secondo turno  | Secondo turno  |   |   | Ultimo turno | Ultimo turno  | Ultimo turno  | Ultimo turno | Ultimo turno |  |
|  |             |                     |                     |             |             |  |  |               |                    |                    |                |                |   |   |              |               |               |              |              |  |
|  | 1           | Camila Giorgi       | Camila Giorgi       | 6           | 6           |  |  |               |                    |                    |                |                |   |   |              |               |               |              |              |  |
|  | WC          | Katharina Hobgarski | Katharina Hobgarski | 3           | 4           |  |  | 1             | Camila Giorgi      | Camila Giorgi      | 6              | 6              |   |   |              |               |               |              |              |  |
|  |             | Kaia Kanepi         | Kaia Kanepi         | 6           | 6           |  |  |               | Kaia Kanepi        | Kaia Kanepi        | 4              | 2              |   |   |              |               |               |              |              |  |
|  |             | Virginie Razzano    | Virginie Razzano    | 4           | 4           |  |  |               |                    |                    |                |                |   |   | 1            | Camila Giorgi | Camila Giorgi | 3            | 3            |  |
|  |             | Barbora Krejčíková  | Barbora Krejčíková  | 4           | 5           |  |  |               |                    |                    | Louisa Chirico | Louisa Chirico | 6 | 6 |              |               |               |              |              |  |
|  |             | Louisa Chirico      | Louisa Chirico      | 6           | 7           |  |  |               | Louisa Chirico     | Louisa Chirico     | 6              | 6              |   |   |              |               |               |              |              |  |
|  |             | Daniela Hantuchová  | Daniela Hantuchová  | 6           | 7           |  |  |               | Daniela Hantuchová | Daniela Hantuchová | 2              | 4              |   |   |              |               |               |              |              |  |
|  | 8           | Naomi Ōsaka         | Naomi Ōsaka         | 2           | 5           |  |  |               |                    |                    |                |                |   |   |              |               |               |              |              |  |

### Sezione 2
|  | Primo turno     | Primo turno       | Primo turno       | Primo turno | Primo turno |  |  | Secondo turno | Secondo turno     | Secondo turno     | Secondo turno     | Secondo turno     |   |   | Ultimo turno | Ultimo turno | Ultimo turno | Ultimo turno | Ultimo turno |  |
|  |                 |                   |                   |             |             |  |  |               |                   |                   |                   |                   |   |   |              |              |              |              |              |  |
|  | 2               | Madison Brengle   | Madison Brengle   | 4           | 1           |  |  |               |                   |                   |                   |                   |   |   |              |              |              |              |              |  |
|  |                 | Océane Dodin      | Océane Dodin      | 6           | 6           |  |  |               | Océane Dodin      | Océane Dodin      | 6                 | 6                 |   |   |              |              |              |              |              |  |
|  | Laura Robson    | Laura Robson      | Laura Robson      | 6           | 6           |  |  |               | Laura Robson      | Laura Robson      | 2                 | 2                 |   |   |              |              |              |              |              |  |
|  | Klára Koukalová | Klára Koukalová   | Klára Koukalová   | 2           | 3           |  |  |               |                   |                   |                   |                   |   |   |              | Océane Dodin | Océane Dodin | 6            | 6            |  |
|  | Tena Lukas      | Tena Lukas        | 7                 | 62          | 5           |  |  |               |                   | 6                 | Kristýna Plíšková | Kristýna Plíšková | 3 | 3 |              |              |              |              |              |  |
|  | Ankita Raina    | Ankita Raina      | 64                | 7           | 7           |  |  |               | Ankita Raina      | Ankita Raina      | 1                 | 0                 |   |   |              |              |              |              |              |  |
|  |                 | Isabella Šinikova | Isabella Šinikova | 4           | 2           |  |  | 6             | Kristýna Plíšková | Kristýna Plíšková | 6                 | 6                 |   |   |              |              |              |              |              |  |
|  | 6               | Kristýna Plíšková | Kristýna Plíšková | 6           | 6           |  |  |               |                   |                   |                   |                   |   |   |              |              |              |              |              |  |

### Sezione 3
|  | Primo turno | Primo turno            | Primo turno            | Primo turno | Primo turno |  |  | Secondo turno | Secondo turno     | Secondo turno     | Secondo turno | Secondo turno |   |   | Ultimo turno | Ultimo turno    | Ultimo turno    | Ultimo turno | Ultimo turno |  |
|  |             |                        |                        |             |             |  |  |               |                   |                   |               |               |   |   |              |                 |                 |              |              |  |
|  | 3           | Laura Siegemund        | Laura Siegemund        | 6           | 6           |  |  |               |                   |                   |               |               |   |   |              |                 |                 |              |              |  |
|  |             | Tereza Smitková        | Tereza Smitková        | 1           | 2           |  |  | 3             | Laura Siegemund   | Laura Siegemund   | 6             | 7             |   |   |              |                 |                 |              |              |  |
|  |             | Aleksandrina Najdenova | Aleksandrina Najdenova | 3           | 2           |  |  |               | Sesil Karatančeva | Sesil Karatančeva | 3             | 5             |   |   |              |                 |                 |              |              |  |
|  |             | Sesil Karatančeva      | Sesil Karatančeva      | 6           | 6           |  |  |               |                   |                   |               |               |   |   | 1            | Laura Siegemund | Laura Siegemund | 6            | 6            |  |
|  | WC          | Antonia Lottner        | Antonia Lottner        | 6           | 6           |  |  |               |                   | 7                 | Polona Hercog | Polona Hercog | 4 | 3 |              |                 |                 |              |              |  |
|  | WC          | Lena Rüffer            | Lena Rüffer            | 3           | 2           |  |  | WC            | Antonia Lottner   | 6                 | 4             | 1             |   |   |              |                 |                 |              |              |  |
|  |             | Kateřina Siniaková     | 6                      | 5           | 2           |  |  | 7             | Polona Hercog     | 4                 | 6             | 6             |   |   |              |                 |                 |              |              |  |
|  | 7           | Polona Hercog          | 3                      | 7           | 6           |  |  |               |                   |                   |               |               |   |   |              |                 |                 |              |              |  |

### Sezione 4
|  | Primo turno | Primo turno           | Primo turno           | Primo turno           | Primo turno           |  |  | Secondo turno | Secondo turno      | Secondo turno     | Secondo turno   | Secondo turno   |   |   | Ultimo turno | Ultimo turno | Ultimo turno | Ultimo turno | Ultimo turno |  |
|  |             |                       |                       |                       |                       |  |  |               |                    |                   |                 |                 |   |   |              |              |              |              |              |  |
|  | 4           | Ana Konjuh            | Ana Konjuh            | Ana Konjuh            | Ana Konjuh            |  |  |               |                    |                   |                 |                 |   |   |              |              |              |              |              |  |
|  |             | Georgina García Pérez | Georgina García Pérez | Georgina García Pérez | Georgina García Pérez |  |  | 4             | Ana Konjuh         | 6                 | 2               | 6               |   |   |              |              |              |              |              |  |
|  |             | Lesley Kerkhove       | 6                     | 3                     | 0                     |  |  |               | Patricia Maria Tig | 4                 | 6               | 2               |   |   |              |              |              |              |              |  |
|  |             | Patricia Maria Tig    | 4                     | 6                     | 6                     |  |  |               |                    |                   |                 |                 |   |   | 4            | Ana Konjuh   | Ana Konjuh   | 3            | 4            |  |
|  | WC          | Katharina Gerlach     | Katharina Gerlach     | 6                     | 6                     |  |  |               |                    | 5                 | Carina Witthöft | Carina Witthöft | 6 | 6 |              |              |              |              |              |  |
|  |             | Amandine Hesse        | Amandine Hesse        | 4                     | 2                     |  |  | WC            | Katharina Gerlach  | Katharina Gerlach | 0               | 5               |   |   |              |              |              |              |              |  |
|  |             | Evgenija Rodina       | Evgenija Rodina       | 2                     | 0                     |  |  | 5             | Carina Witthöft    | Carina Witthöft   | 6               | 7               |   |   |              |              |              |              |              |  |
|  | 5           | Carina Witthöft       | Carina Witthöft       | 6                     | 6                     |  |  |               |                    |                   |                 |                 |   |   |              |              |              |              |              |  |